# Вернберг-Кеблиц
Вернберг-Кеблиц (њем. Wernberg-Köblitz) град је у њемачкој савезној држави Баварска. Једно је од 33 општинска средишта округа Швандорф. Према процјени из 2010. у граду је живјело 5.694 становника. Посједује регионалну шифру (AGS) 9376150.

## Географски и демографски подаци
Вернберг-Кеблиц се налази у савезној држави Баварска у округу Швандорф. Град се налази на надморској висини од 380–600 метара. Површина општине износи 66,0 km². У самом граду је, према процјени из 2010. године, живјело 5.694 становника. Просјечна густина становништва износи 86 становника/km².

## Међународна сарадња
| Мјесто              | Држава   | Врста сарадње | Од    |
| ------------------- | -------- | ------------- | ----- |
| Вернберг им Кернтен | Аустрија | партнерство   | 1977. |
| Извор               |          |               |       |